# 车辆段 (铁路运输)
- 關於城市轨道交通车辆基地主体部分的一种类型，請見「车辆基地」。

，指的是鐵路運輸系統管理公司直属的一级组织机构，主要承担铁路车辆停靠、维护、检修等工作。某些業者不將其列為獨立段，而併為其他單位的下轄處室。

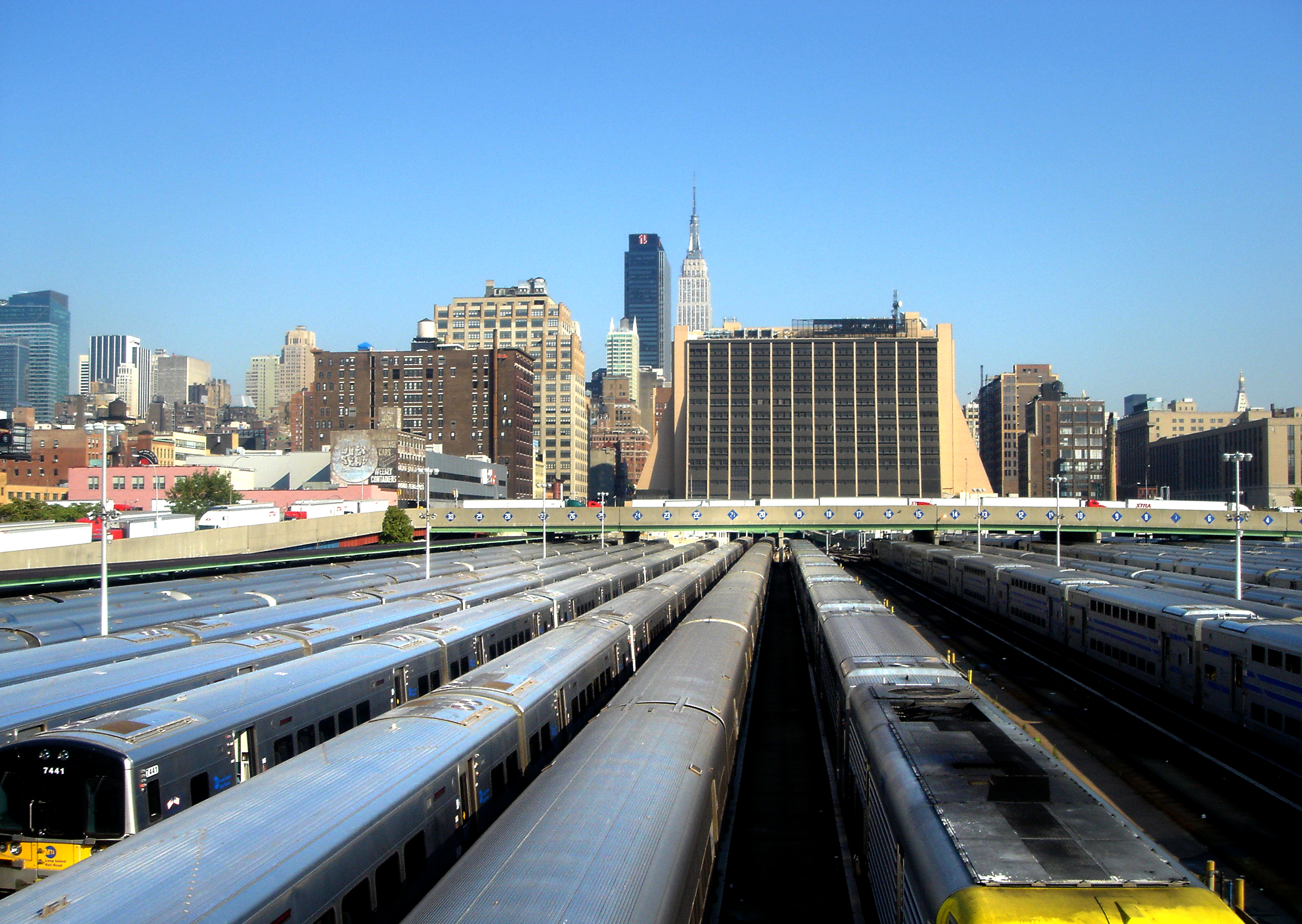
美國紐約曼哈頓的西城车辆段，替長島鐵路列車提供簡易維修服務。

车辆段拥有许多用于停放、分拣、装载/卸载车厢和/或机车的一系列复杂的平行轨道，用来将车辆停放在主线之外，避免它们阻碍交通流。
车厢的移动需要依靠特别设计的车辆段调车机车——一种特殊的机车。车辆段中的车厢可能会根据多种分类进行排序，这包括铁路公司、装载或卸载、目的地、车辆类型或者是否需要维修。车辆段通常建造在需要停放车辆而不会进行装载或卸载，或者等待被编入列车的地方。大型的车辆段可能还会拥有一座用于控制操作的塔。
许多车辆段位于主线的战略点处。主线车辆段通常包含上行车辆段和下行车辆段，它们分别连接到对应的铁路方向。存在不同类型的车辆段，车辆段内部的构造也不同，这取决于它们的建造方式。车辆段下辖客技站，为始发列车集中的客运站提供技术支援。

## 圖片

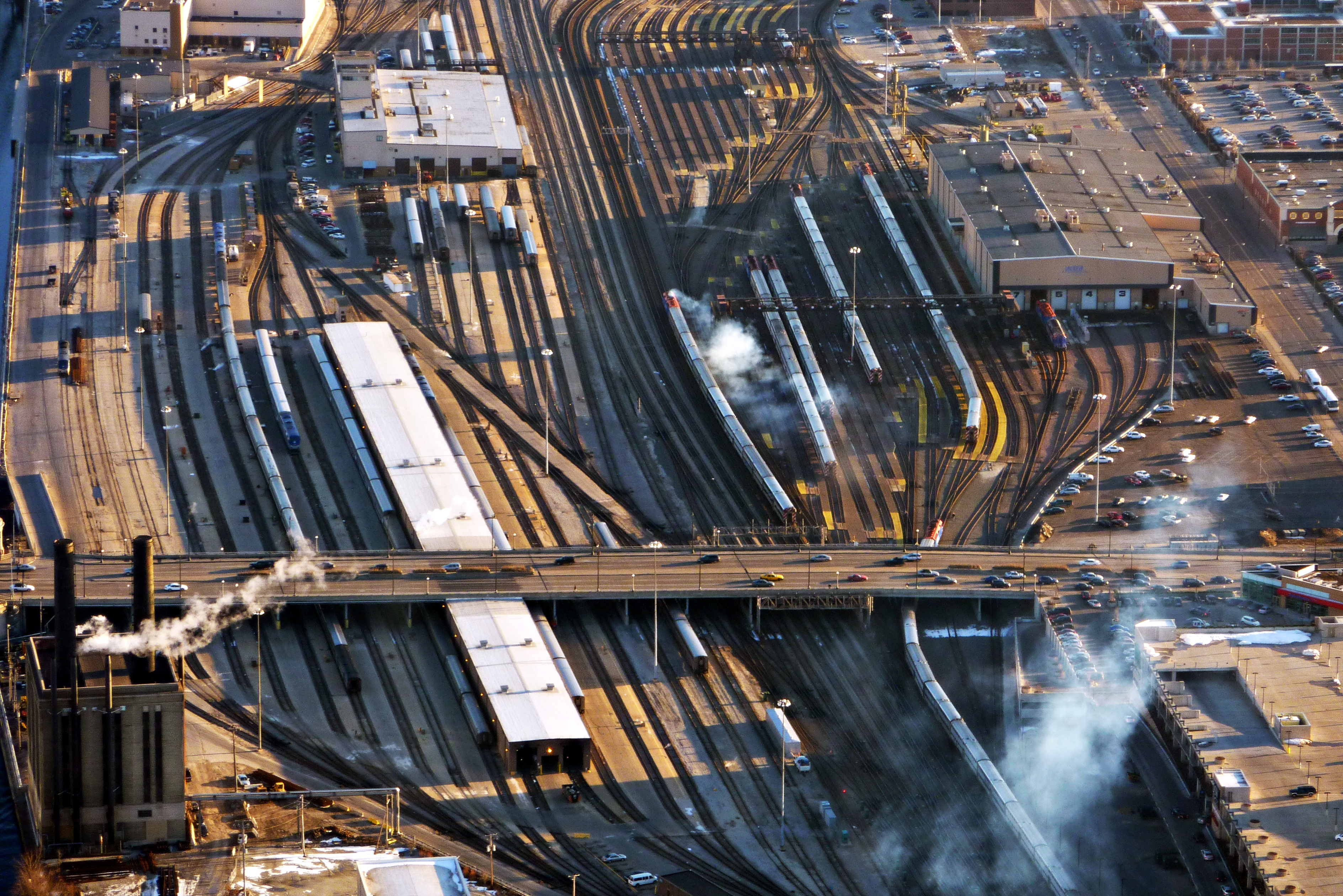
美鐵和芝加哥通勤鐵路的大型车辆段
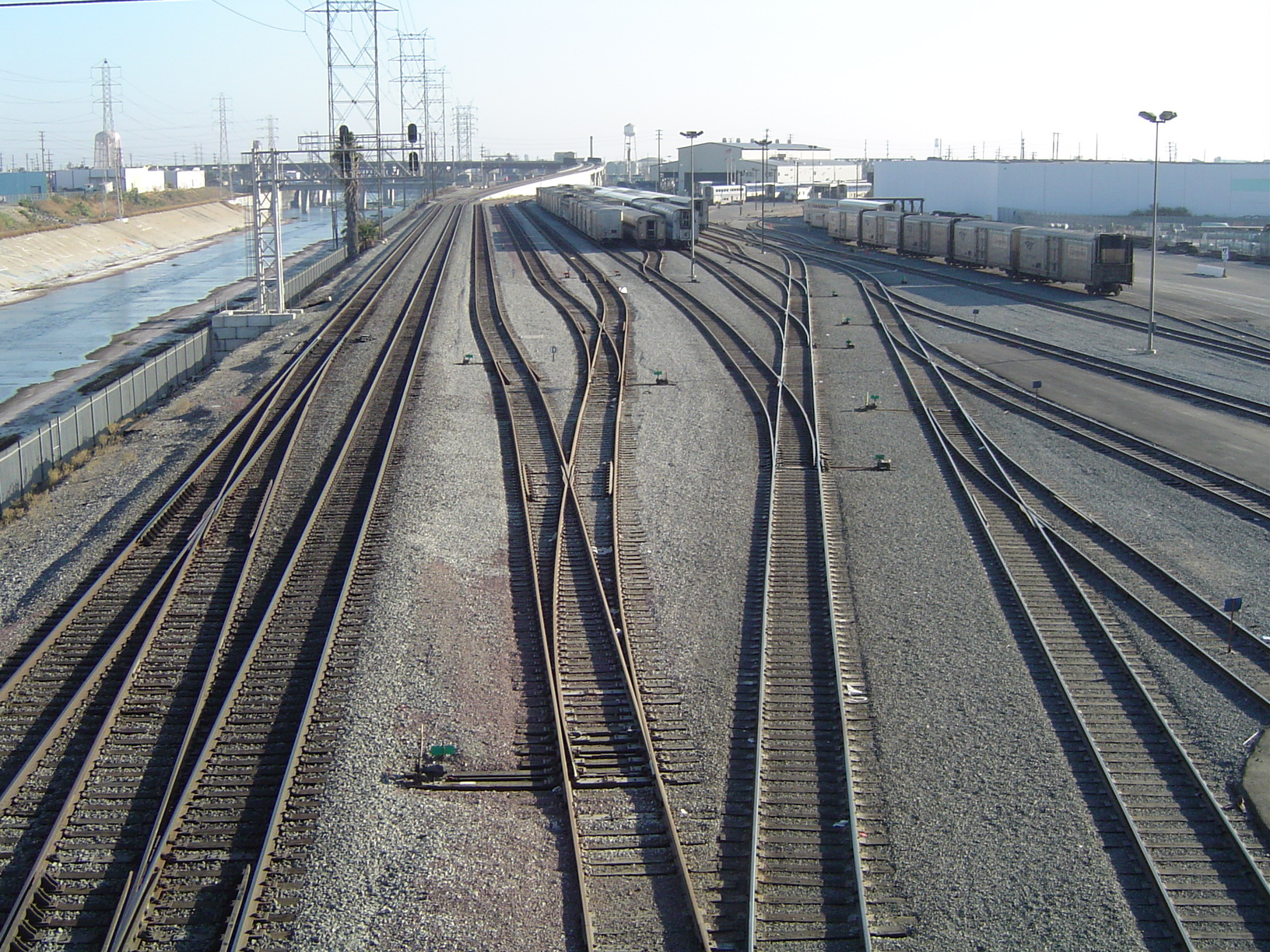
洛杉磯河畔的美鐵车辆段
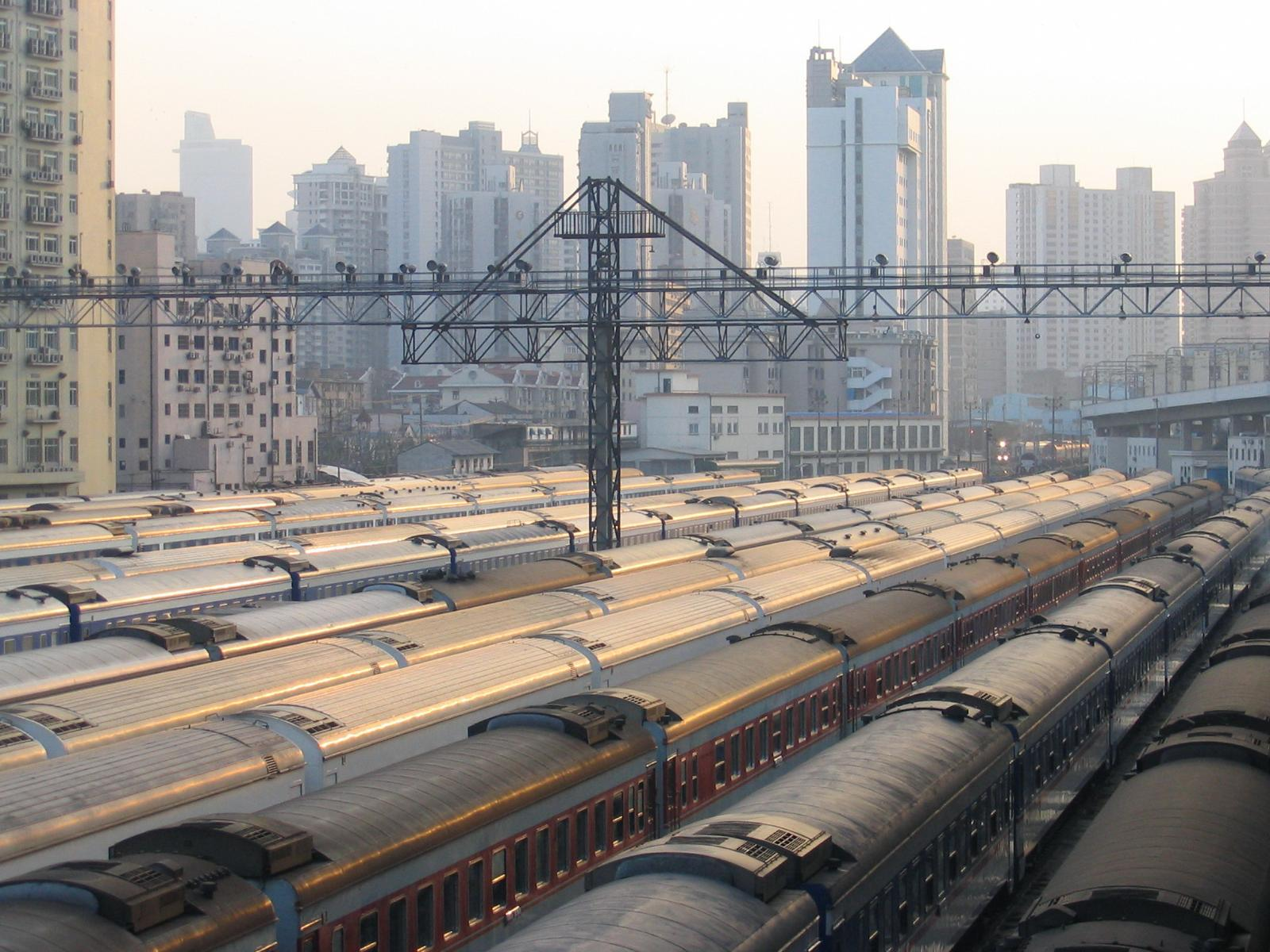
上海车辆段位于上海老北站的宝山路客技站
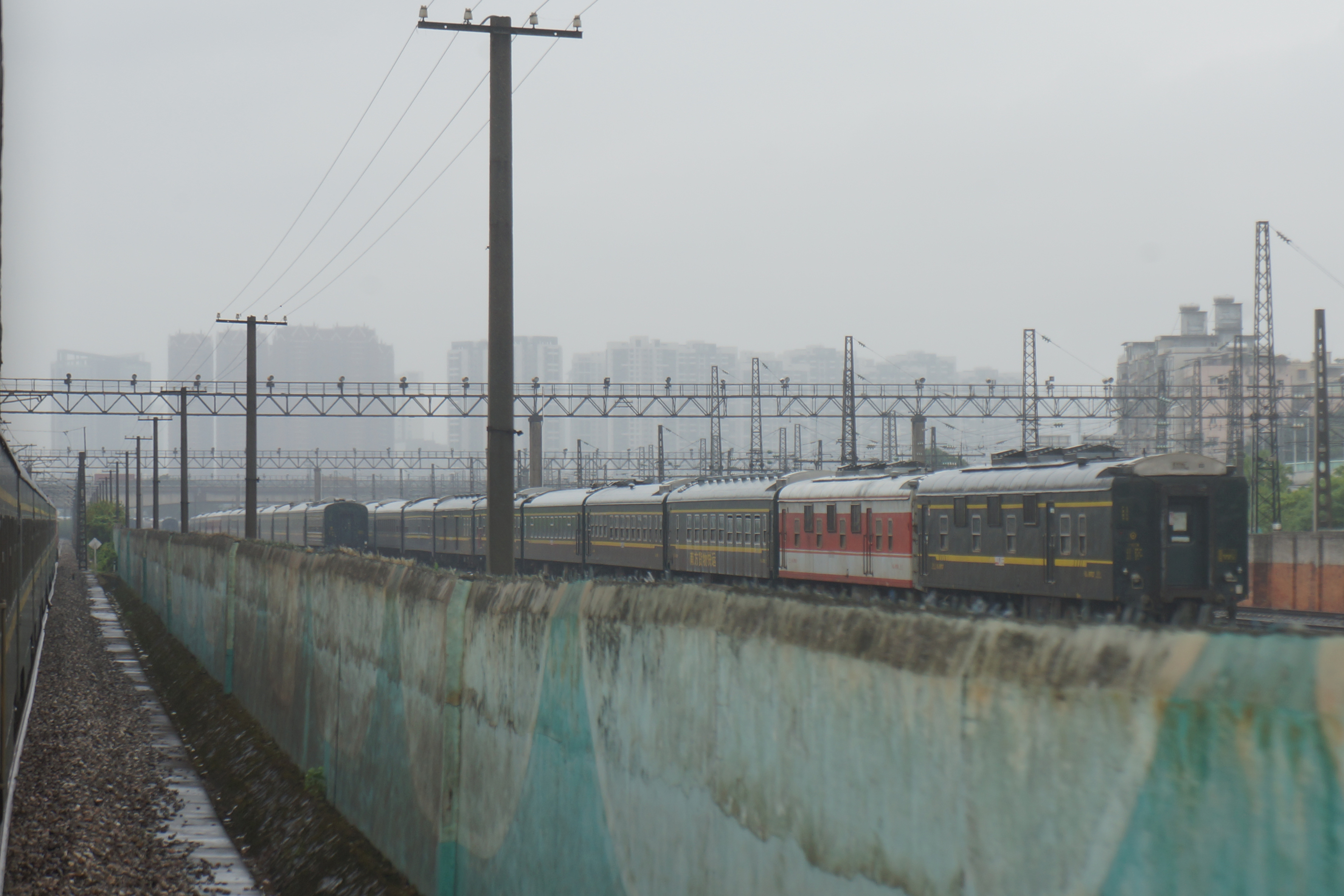
广铁位于棠溪站的广州车辆段
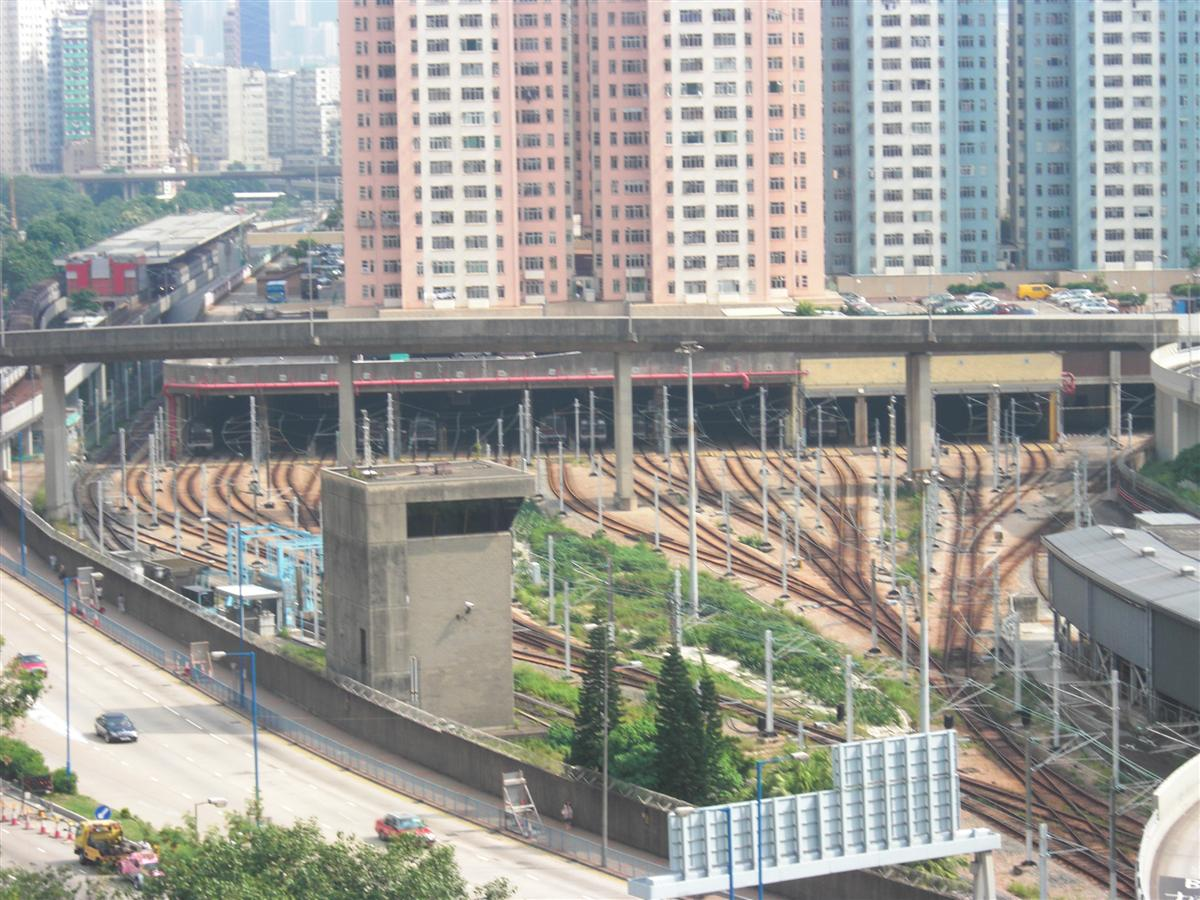
圖為港鐵九龍灣車廠。在香港九龍灣，鄰近港鐵觀塘綫九龍灣站和香港鐵路有限公司總部大樓。 大部分港鐵車廠為了善用土地，鐵路車廠上蓋通常建有多座房屋，圖中的港鐵九龍灣車廠的上蓋是德福花園。
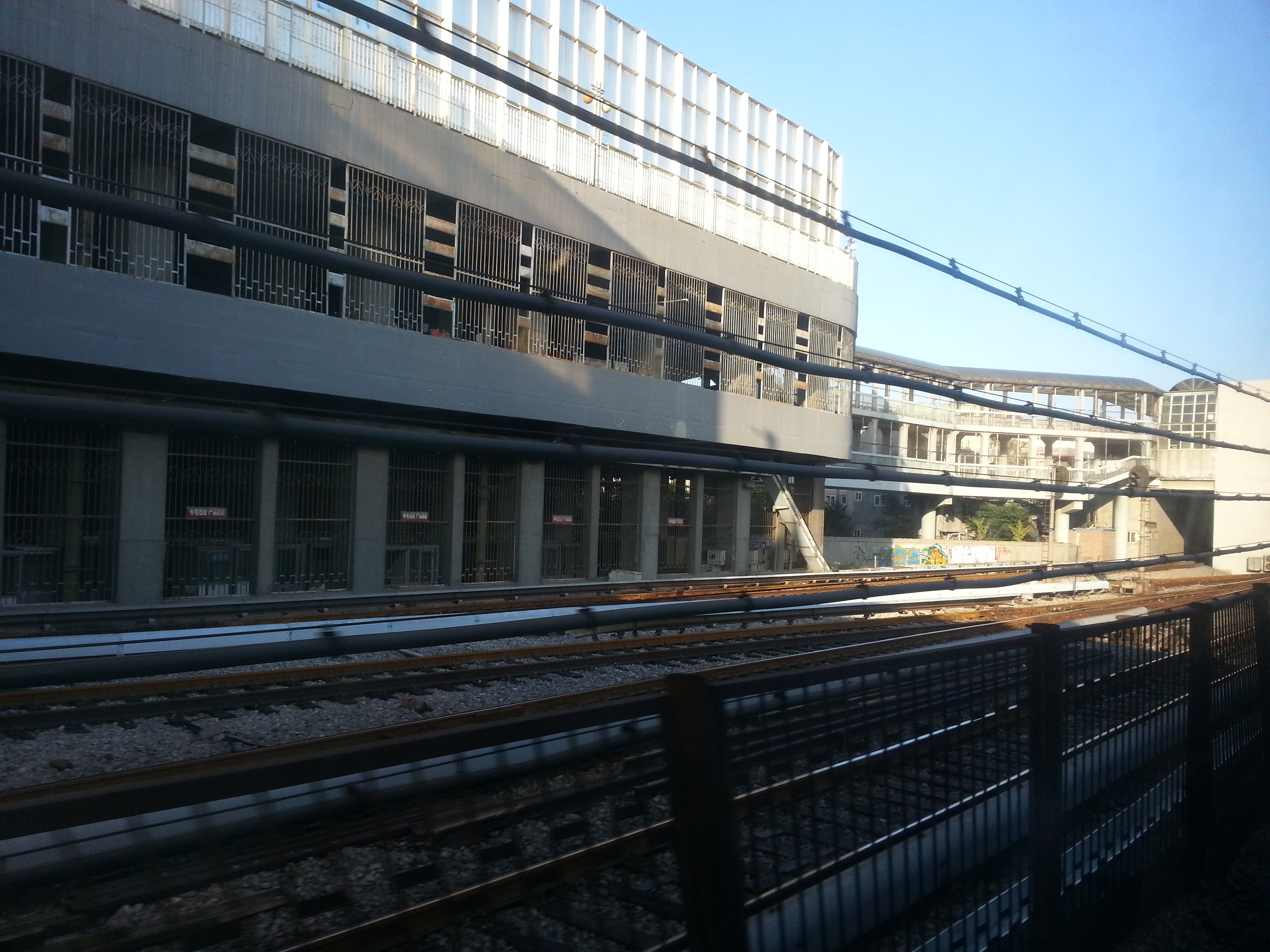
北京地鐵1號線四惠車輛段建有多座房屋區東側連接四惠東站的通道
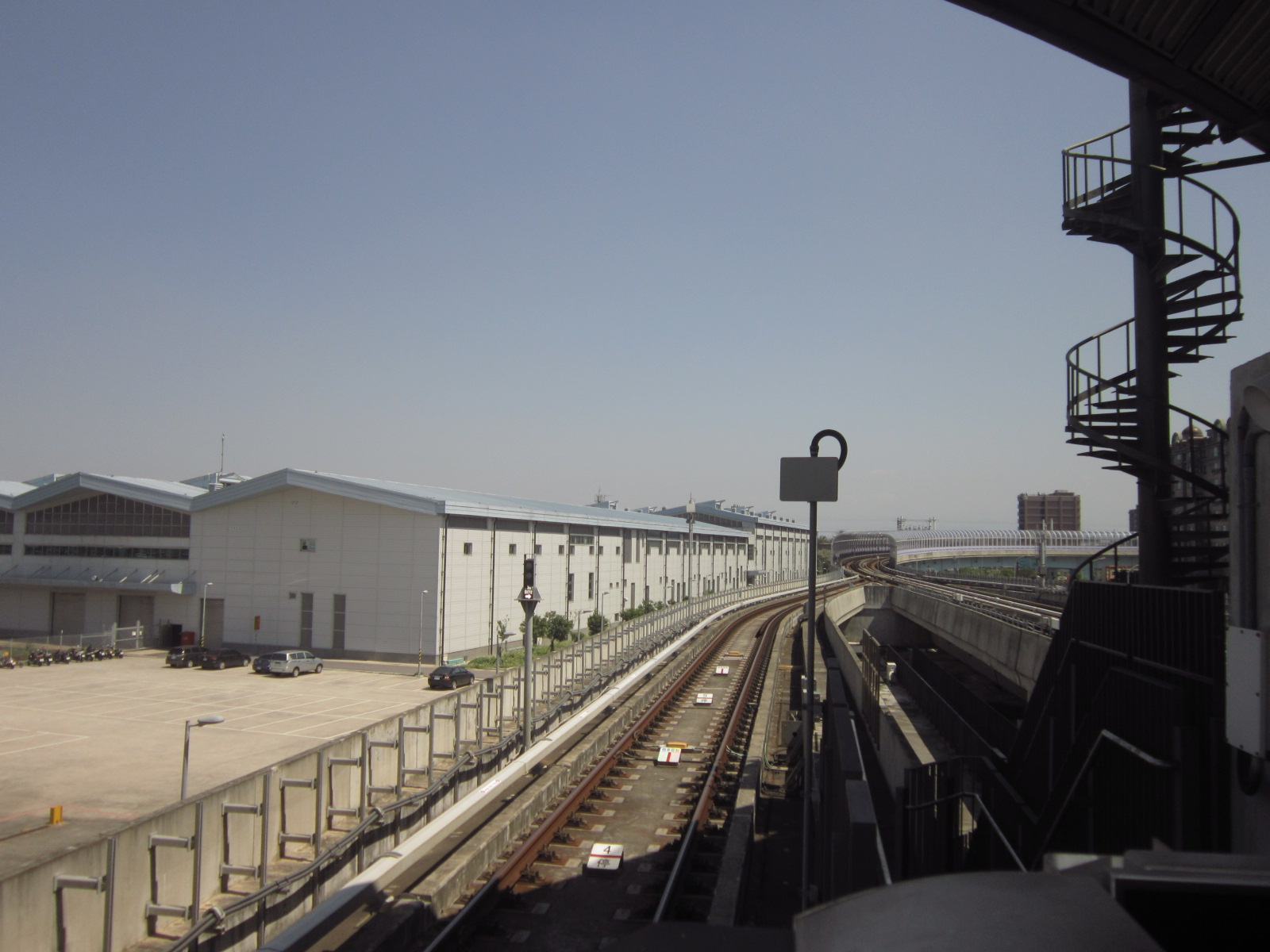
由青埔機廠經過領航站月臺的股道，股道的左側即是青埔機廠的廠房
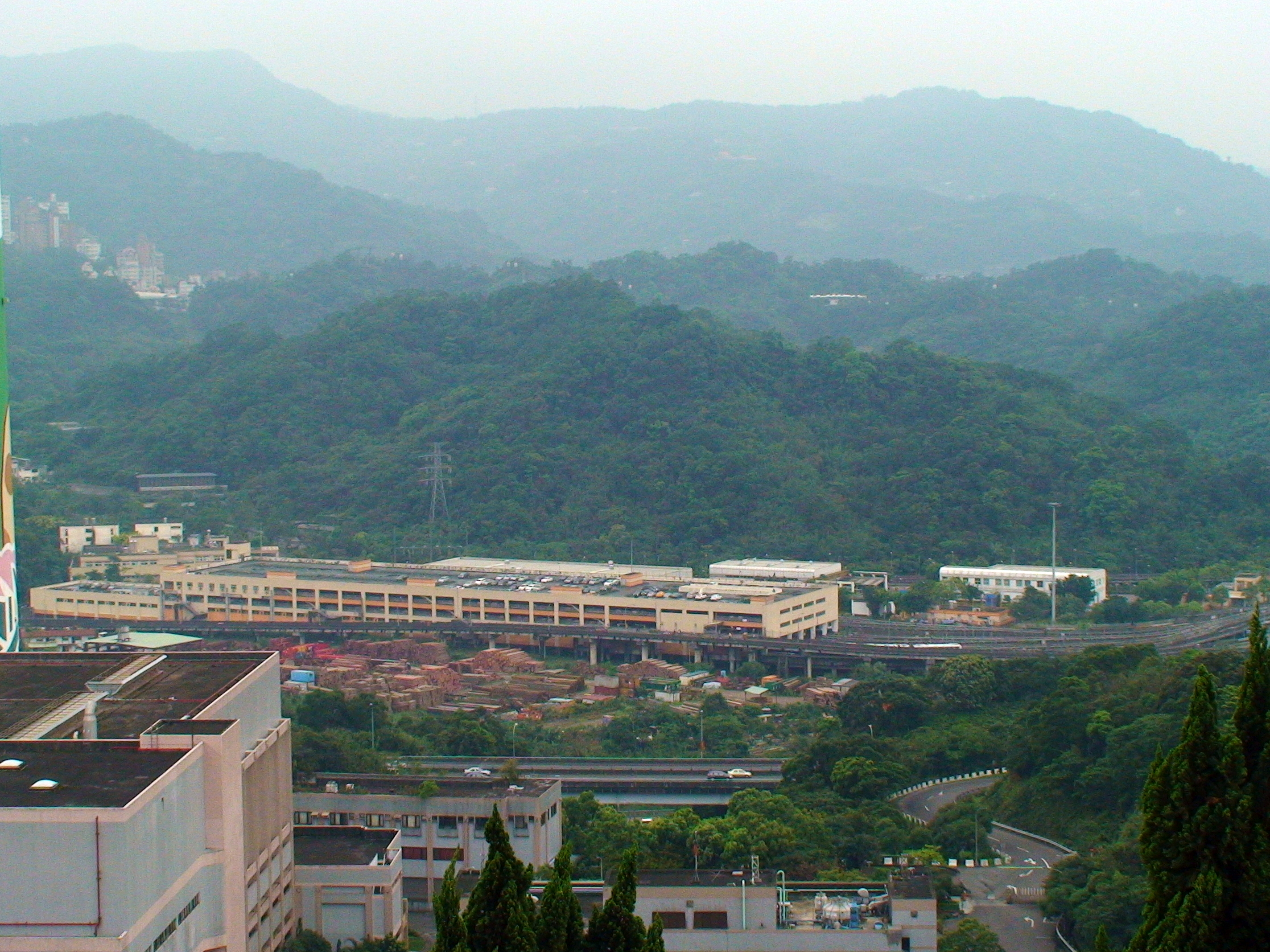
台北捷運文湖線的機廠木柵機廠全景
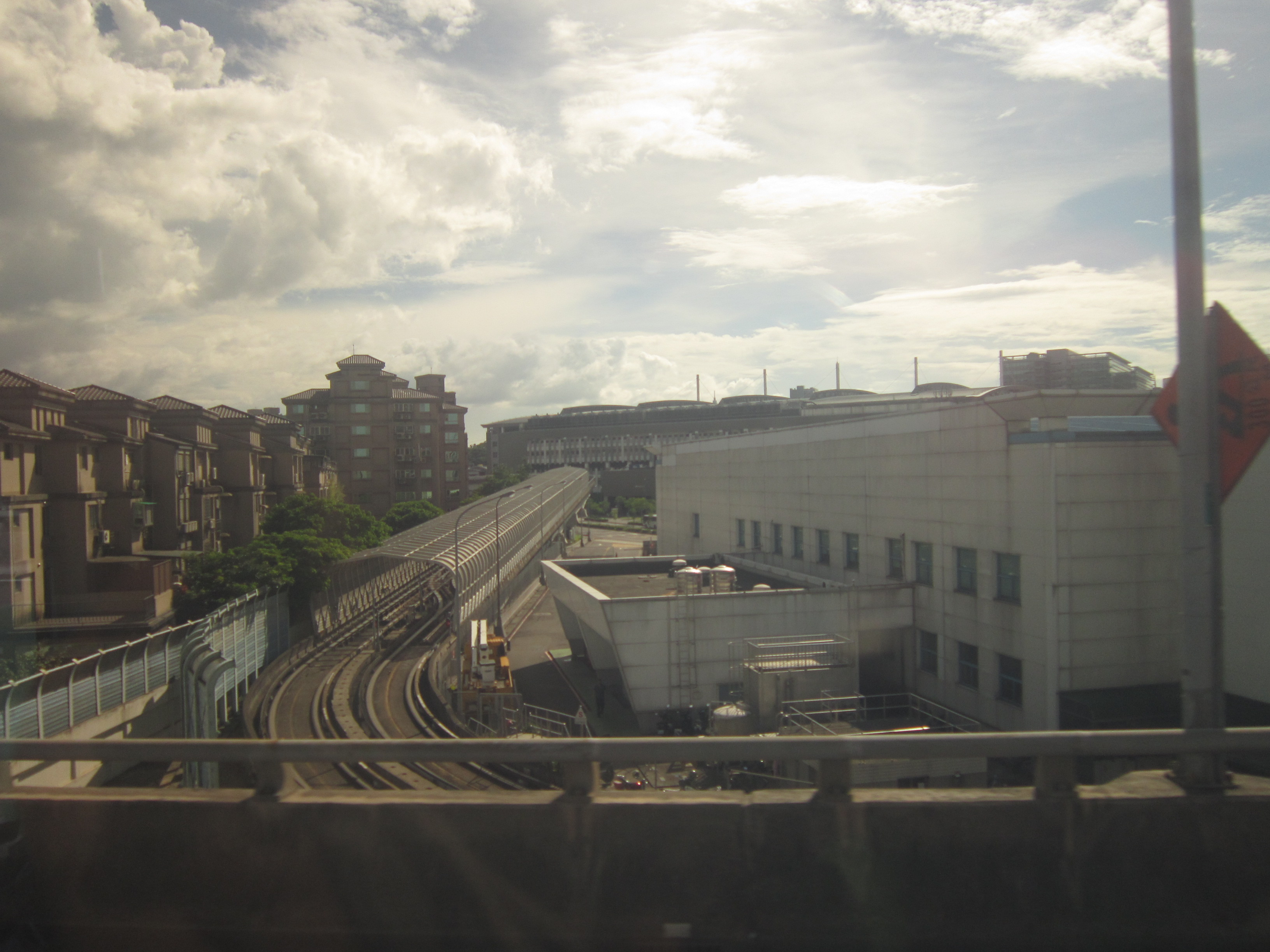
右側為台北捷運文湖線的機廠內湖機廠廠房，左側為內湖機廠通往南港展覽館站的軌道

## 實例

### 台灣
- 臺灣鐵路管理局：臺鐵富岡車輛基地、臺鐵潮州車輛基地(高雄機務段)、花蓮機廠、七堵調車場、臺北機務段、新竹機務段、彰化機務段、嘉義機務段、花蓮機務段、臺東機務段
  - 除役：臺北機廠、高雄機廠
- 台灣高鐵：六家基地、烏日基地、太保基地、燕巢總機廠、左營基地
  - 規劃中：汐止基地
- 臺北捷運機廠：木柵機廠、內湖機廠、北投機廠、新店機廠、新莊機廠、蘆洲機廠、中和機廠、南港機廠、土城機廠、南機廠
  - 未完工：北機廠、金城機廠
- 高雄捷運機廠：北機廠、南機廠、大寮機廠、前鎮機廠、鼓山駐車場
  - 興建中：鳥松機廠
- 桃園捷運機廠：青埔機廠、蘆竹機廠
- 臺中捷運機廠：北屯機廠
- 新北捷運機廠：淡海機廠、安坑機廠
  - 即將啟用：
  - 興建中：三峽機廠

### 日本
- 荒川電車営業所
- 橫瀨車輛基地
- 鳥飼車輛基地
- 大井車輛基地
- 博多綜合車輛所
- 名古屋市交通局名港工場
- 新幹線綜合車輛中心

### 中國大陸
- 中國鐵路總公司下属各局公司的车辆段
  - 中国铁路哈尔滨局集团：哈尔滨车辆段、哈尔滨动车段、齐齐哈尔车辆段、三棵树车辆段[1]、齐齐哈尔北车辆段[1]；
  - 中国铁路沈阳局集团：苏家屯车辆段、锦州车辆段、通辽车辆段、吉林车辆段、沈阳车辆段[1]、长春车辆段[1]、沈阳动车段；
  - 中国铁路呼和浩特局集团：包头西车辆段、包头车辆段[1]；
  - 中国铁路北京局集团：丰台车辆段、天津车辆段、石家庄车辆段、北京动车段、北京车辆段[1]；
  - 中国铁路太原局集团：太原北车辆段、湖东车辆段、太原车辆段[1]；
  - 中国铁路济南局集团：济南西车辆段、济南车辆段[1]、日照车辆段；
  - 中国铁路郑州局集团：郑州北车辆段、郑州车辆段[1]、郑州动车段、焦作西车辆段；
  - 中国铁路上海局集团：南京东车辆段、南京动车段、杭州北车辆段、上海车辆段[2]、上海动车段、合肥车辆段、阜阳车辆段；
  - 中国铁路武汉局集团：江岸车辆段、武昌车辆段[1]、武汉动车段；
  - 中国铁路西安局集团：西安车辆段[1]、西安动车段、安康车辆段、西安东车辆段；
  - 中国铁路乌鲁木齐局集团：乌鲁木齐西车辆段、哈密车辆段、库尔勒车辆段、乌鲁木齐西车辆段[1]；
  - 中国铁路南昌局集团：永安车辆段、南昌南车辆段、福州车辆段[1]、福州动车段、南昌车辆段[1]；
  - 中国铁路成都局集团：成都车辆段、贵阳车辆段、成都东车辆段、成都动车段、重庆车辆段、重庆西车辆段（重庆北车辆段）、贵阳南车辆段
  - 中国铁路兰州局集团：兰州西车辆段、兰州车辆段[1]；
  - 中国铁路南宁局集团：南宁南车辆段、南宁车辆段[1]；
  - 中国铁路昆明局集团：昆明北车辆段、开远车辆段、昆明车辆段[1]；
  - 中国铁路广州局集团：广州北车辆段、株洲车辆段、长沙车辆段[1]、广州车辆段[1]、肇庆车辆段、广梅汕公司车辆段、广州动车段；
  - 中国铁路青藏集团：西宁车辆段[2]。